# Onderwaardering (denkfout)
Onderwaardering is, in combinatie met overschatting, een denkfout waarbij iemand positieve informatie wegfiltert en alleen negatieve informatie over zijn prestaties of kwaliteiten serieus neemt.

## Voorbeelden
- Een handballer maakt een doelpunt volgens het boekje, maar schrijft het toe aan geluk.
- Jan krijgt een compliment voor zijn pianospel. Hij wijst het compliment van de hand en zegt dat hij niet de noten speelde zoals hij ze in zijn hoofd had.

## Cognitieve Therapie
Er is een lijst met denkfouten ontwikkeld door Aaron T. Beck in de jaren 60 van de 20e eeuw, waarbij hij in eerste instantie de focus legt op depressie. Hij stelde dat denkfouten depressie veroorzaakten of in stand hielden. De cognitieve therapie (CT) tracht vervormde en onrealistische denkwijzen te identificeren en te veranderen en derhalve emotie en gedrag te beïnvloeden. Inmiddels wordt de CT effectief toegepast bij meer psychologische aandoeningen zoals: verslavingen, eetstoornissen, fobieën, angststoornissen en paniekstoornissen.